# Sant Andreu de Llimiana
Sant Andreu de Llimiana, o de la Serra és una església romànica del segle xi, en ruïnes: només se'n conserven els absis, dos absis bessons. El lloc ha estat netejat en diverses avinenteses pels veïns de Llimiana.
Pertany al terme municipal de Llimiana, i és aturonada al sud-est del poble, a quasi 700 m de distància del poble, en línia recta. S'hi accedeix, però, per un camí un xic més llarg que de primer s'enfila a La Costa del davant de Llimiana, a llevant, per salvar una petita vall i enfilar-se a la carena que es veu al sud del camí d'accés. Queda a prop i a ponent de la Font del Tarroner.
Malgrat ser una obra clarament romànica, aquesta església no surt documentada fins a una visita pastoral del 1758, on consta com a capella dependent de Santa Maria de Llimiana.
Antigament es feia en aquesta ermita un aplec popular el primer diumenge de juny. L'any 1973 els llimianencs netejaren el que quedava dempeus de la runa i esbarzerars que colgaven les restes, i permeteren que s'apreciï la peculiar planta de la capella: d'una sola nau, capçada per dos absis bessons. La nau era coberta amb volta de canó, possiblement semicircular, reforçada per un arc toral a la meitat. Els estrets absis s'obrien a la nau per dos arcs presbiterals petites, però ben patents.
La porta era a la façana de ponent, i en manca la meitat superior. A la resta de l'església, les úniques obertures eren les finestres de doble esqueixada del centre dels dos absis geminats.
La tècnica constructiva és arcaica i senzilla. Pot ser del segle xi o fins i tot del xii, però construïda amb tècniques arcaïtzants. Tanmateix, l'església de Sancti Andreae prop de Llimiana apareix ja documentada l'any 982.